# KUVN-DT
KUVN-DT, canal 23, es la estación de TV operada por Univision en la zona de Dallas/Fort Worth, Texas. Transmite desde Cedar Hill. Su programación se ve también a través de KUVN-CA canal 47, una estación de energía baja de clase A, ubicada en Fort Worth.

## Historia
Previamente, entre 1960 y 1970, el Canal 23 había sido la sede de la estación de televisión KRET-TV de Richardson. Pero la estación fue la transición a un sistema de circuito cerrado de televisión y la licencia de difusión fue devuelta a la FCC.
La licencia de canal 23 actual data de septiembre de 1986 como KIAB. Por la mañana, ofrecía espectáculos religiosos en inglés. Las tardes y las noches emitía programación hispana de Spanish International Network, que se convirtió en SIN el año siguiente. De madrugada, emitía programas de teletienda.
Cuando la Doctora Elizabeth Vaughn vendió el canal a Univision, en 1987, la estación comenzó a transmitir la programación de Univision las 24 horas al día, también con algunos noticieros locales en español.

### KUVN-CA
Originalmente el permiso de construcción de la estación era propiedad de la American Christian Television System y fue transferido a Bill Trammell en 1990. En 1994 la licencia de estación fue transferida a Rodríguez Heftel de Texas y el trato se consumó el 10 de abril de 1995. La licencia fue transferida a la Corporación de licencia de KESS-TV y ese acuerdo se consumó el 16 de mayo de 1996. La última transferencia hasta la fecha fue (BALTTL-19960510IC) en 1996 y transferido a la estación a Univision. La estación se trasladó desde el canal 31 al canal 47 en 2001. KUVN-LP se convirtió en una estación de televisión de baja potencia de clase a y cambió su sigla para KUVN-CA el 1 de marzo de 2002. KUVN-CA no es un repetidor como una estación de energía de baja clase a no puede ser un mero repetidor. El 4 de agosto de 2008 para permitir KUVN-CA para convertirse en una estación de televisión Digital clase a un permiso de construcción se publicó por la FCC. El permiso de construcción permite la estación transmitir con 190 watts en canal 47

## Televisión digital

### Conversión de analógico a digital
El 12 de junio de 2009; KUVN presentó la cobertura en vivo de Times Square que muestra la cuenta regresiva para digital y apaga su señal analógica y trasladó su transmisión digital del canal 24 al canal 23 con PSIP se utilizan para mostrar KUVN-TV canal virtual como 23 en receptores de televisión digital. Canal de KUVN-CA 47 en Fort Worth ha aplicado para transmitir una señal digital con 190 Watts.

## Noticias
En el verano de 2010,  Noticias 23 comenzó a usar un nuevo paquete de gráficos con formato de alta definición y comenzó a utilizar una versión actualizada de su tema de noticias ("punto de inflexión") que comparte muchos afiliados a Univision en los Estados Unidos y Puerto Rico; A partir de 2012, KUVN-DT empezó a emitir sus noticieros locales en alta definición, sin embargo; Lo hizo muy tarde a diferencia de sus estaciones compañeras propiedad de Univision: KXLN-DT, KMEX-DT, WXTV-DT, WLTV o WORA/WLII/WSUR que iniciaron en 2010, y las filiales de Unvision en Texas: KINT-DT, KLDO-TV o KNVO-DT en 2011.
El 11 de abril de 2011, KUVN comenzó a transmitir la Primera Edición y Vive La Mañana en Telefutura (KSTR-DT canal 49). Como sus noticieros en diferentes momentos, es transmitido en 480i definición estándar, dentro de su antiguo estudio. Su estación hermana KXLN-DT en Houston también utiliza los mismos títulos para sus noticieros; Vive La Mañana cuenta con un paquete diferente de gráficos y música compartido por KUVN y KXLN. En mayo de 2011, KUVN anunció que en los próximos meses se introducirá un nuevo conjunto para sus noticieros.